# Villa Puysseleyr

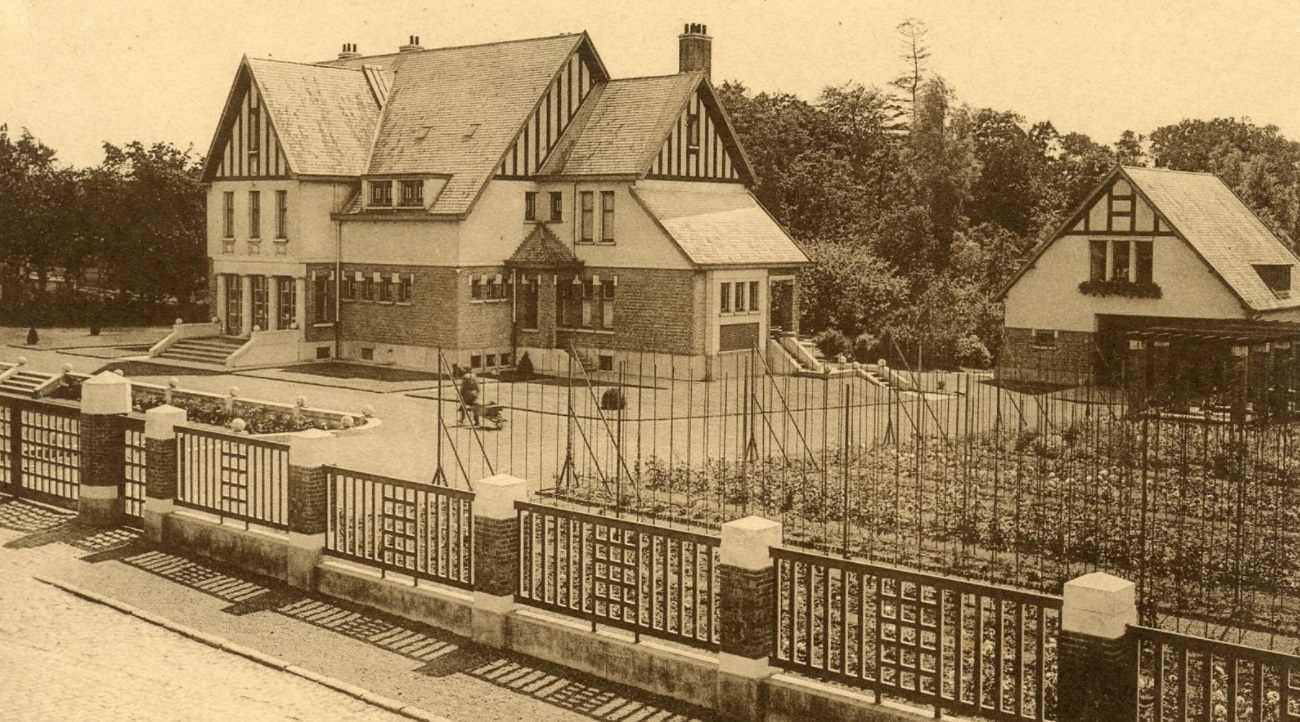
Villa Puysseleyr aan de Meerlaan (historische prentbriefkaart)

Villa Puysseleyr of Villa Rozengaerde is een villa aan de Meerlaan 21 in Strijpen, deelgemeente van de Belgische stad Zottegem. De villa in art-deco-stijl werd rond 1930 gebouwd naar plannen van de Gentse architect Oscar Van de Voorde voor textielfabrikanten Herbert De Puysseleyr en Berthe Schockaert. Deze villa was waarschijnlijk een van de laatste privéopdrachten die Van de Voorde uitvoerde. De woning is eerder traditioneel opgevat. Het exterieur sloot aan bij de populaire Engelse cottage. De villa wordt omgeven door een grote tuin met vijver en rozentuin. Het gebouw heeft delen in (imitatie)vakwerkbouw. Het gebouw werd opgetrokken vlak bij het Sanitary-fabriekscomplex, waar De Puysseleyr directeur was. Naast Villa Rozengaerde stond aan Meerlaan nummer 23 'Villa De Kluize' (L'Ermitage), een art-decovilla van dezelfde architect (in 1929 gebouwd voor textielfabrikant Francies Coessens-Buysse uit het 'Groot Kleermagazijn Sint-Jozef' op de Markt) die werd gesloopt na 2006. Villa Puysseleyr werd gekocht door de Leuvense projectontwikkelaar Dyls, waarop in 2021 commotie ontstond rond een afgeleverde sloopvergunning. Rond de villa worden appartementsblokken gebouwd van nieuwbouwproject Roosgaerd. 

## Interieur
Het interieur werd waarschijnlijk als totaalconcept ontworpen door Van de Voorde en uitgevoerd door meubelbedrijf La Flandre van Van Beerleir. De traphal is, op het meubilair na, volledig bewaard gebleven. In de houten lambriseringen zijn geometrische klokmotieven uitgesneden die ook in de glasramen terugkomen. De houten vloer in visgraatmotief is nog steeds intact. In de traphal is een imposante, gebogen, marmeren haard te zien in art deco-stijl. De twee salons waren rijkelijk versierd met vergulde geometrische en japoniserende motieven zoals bijvoorbeeld bij de ingemaakte kasten. Ook in de schermen voor de verwarmingselementen werden decoratieve motieven uitgesneden, verschillend voor elke kamer. De gordijnroedes werden verstopt achter vergulde elementen. Vele originele elementen zoals het vast meubilair, de decoratieve elementen, de kasten rond de verwarming, de verlichting, de open haarden, praktisch alle nagelvaste elementen zijn intact bewaard gebleven.

## Afbeeldingen

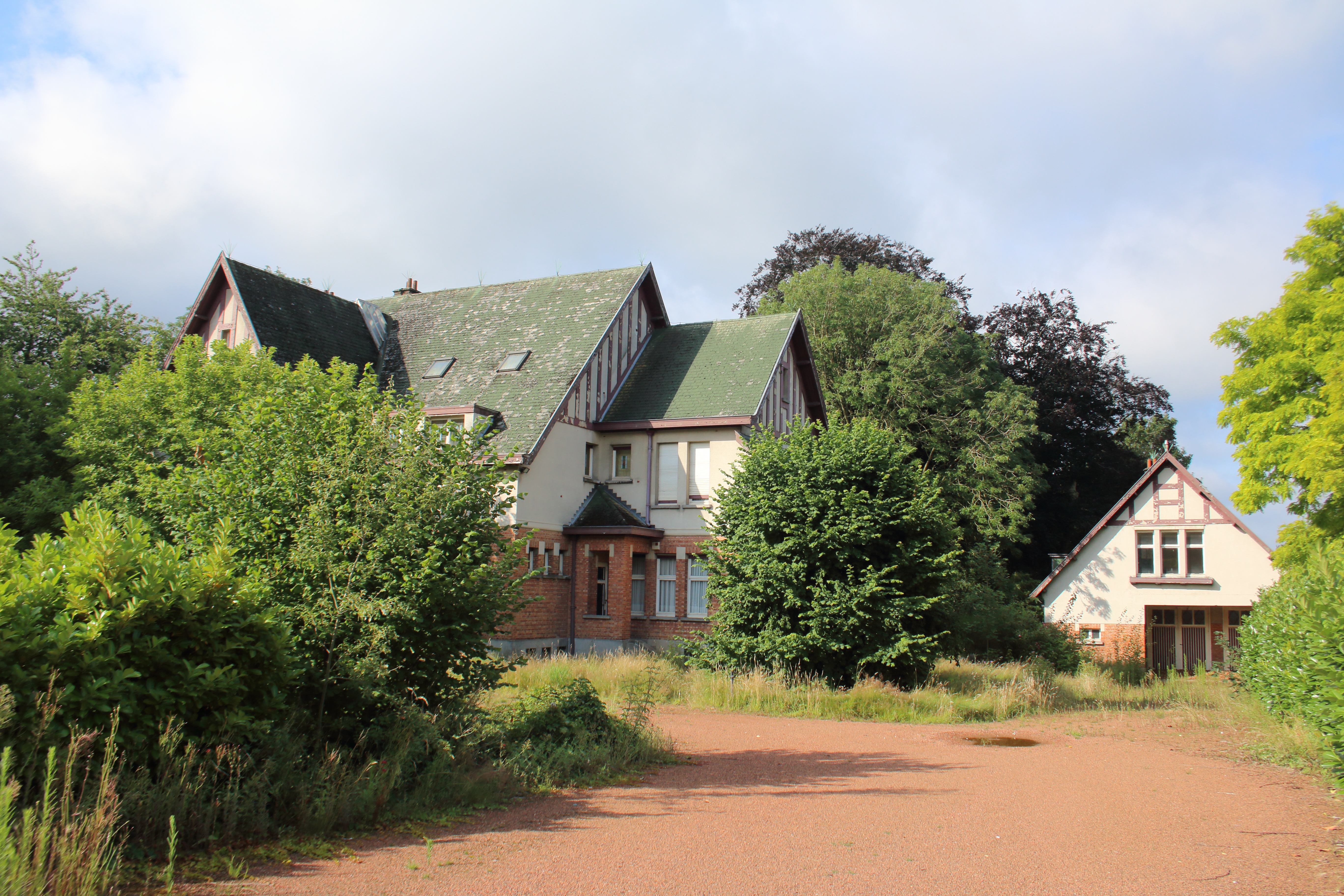
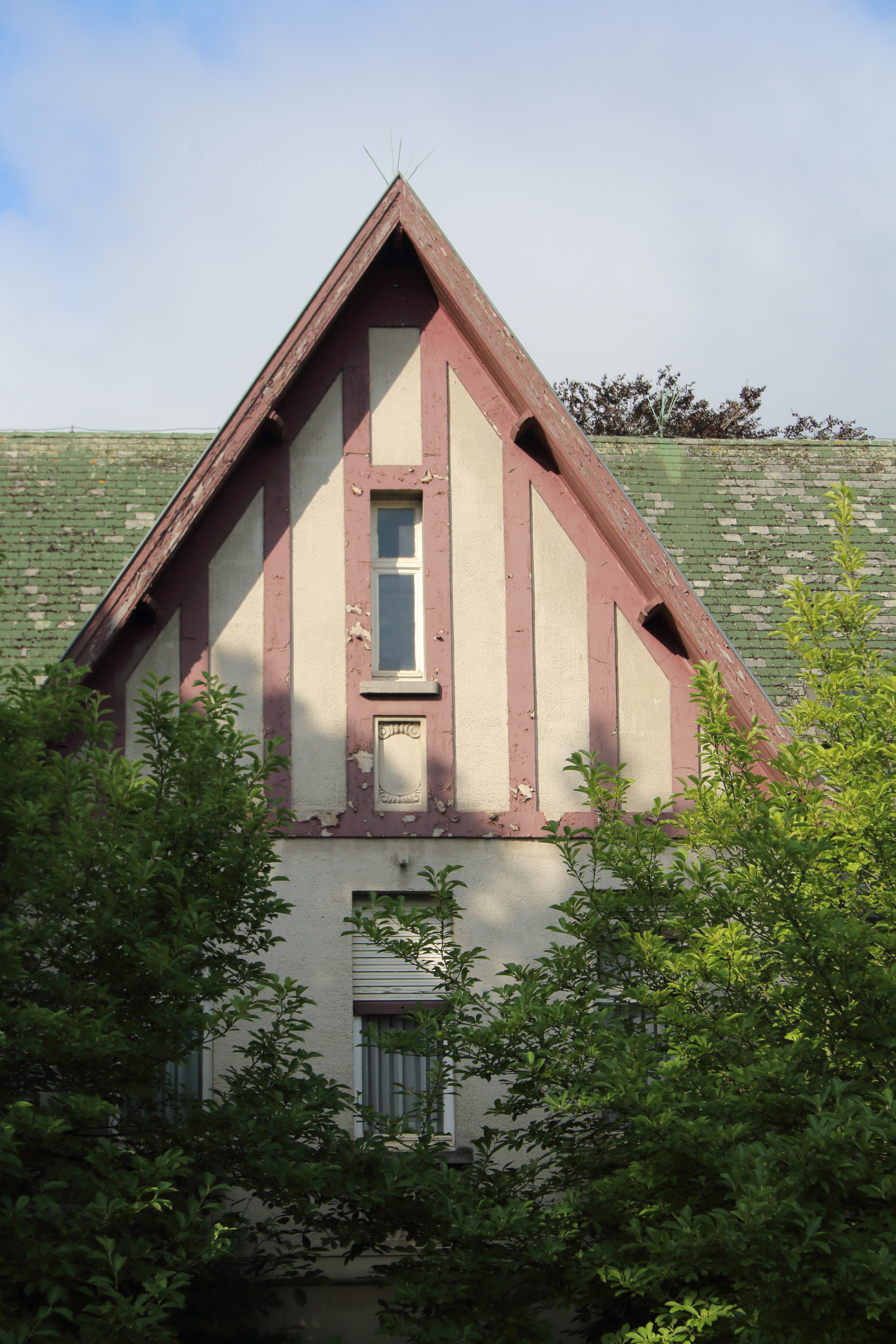
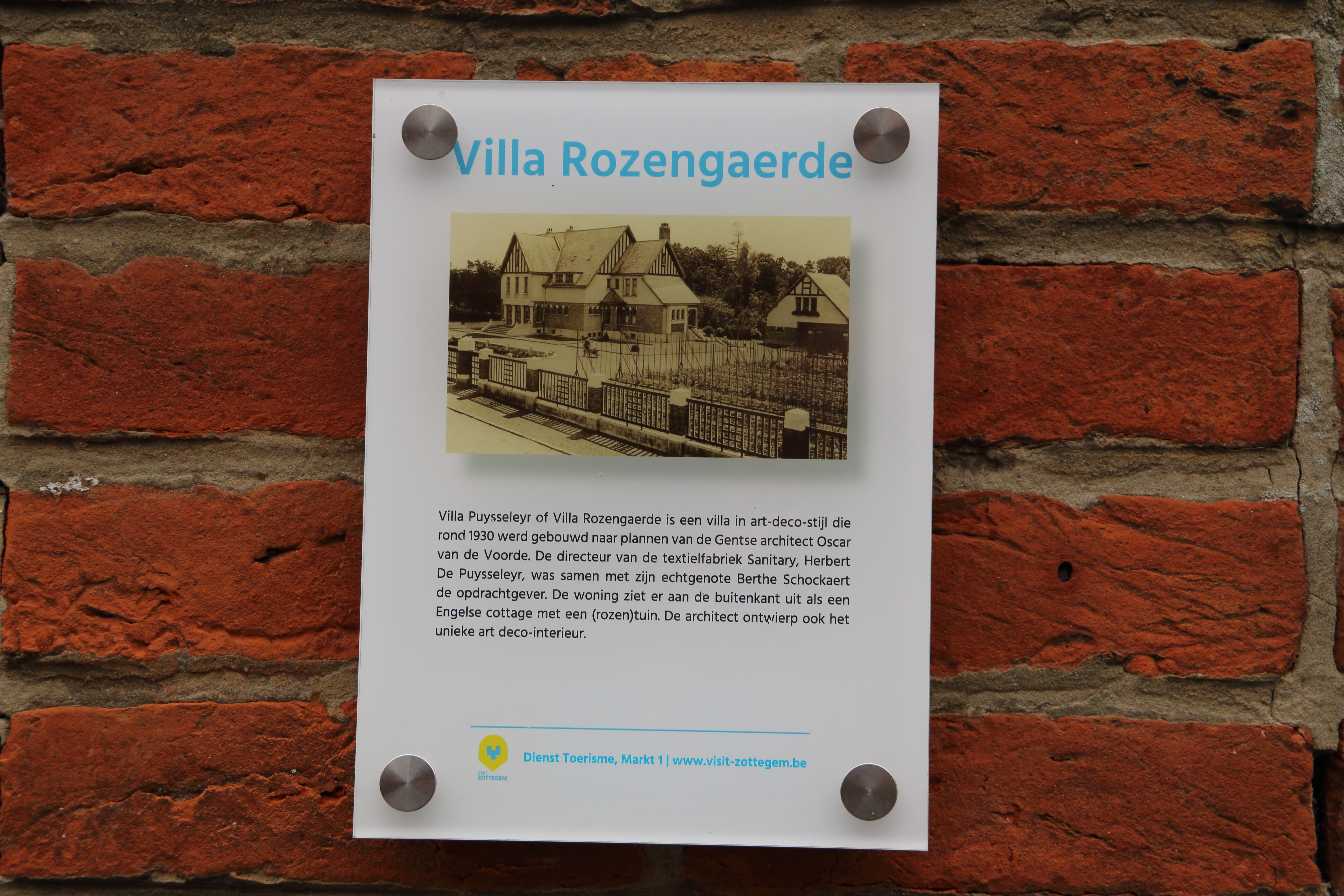
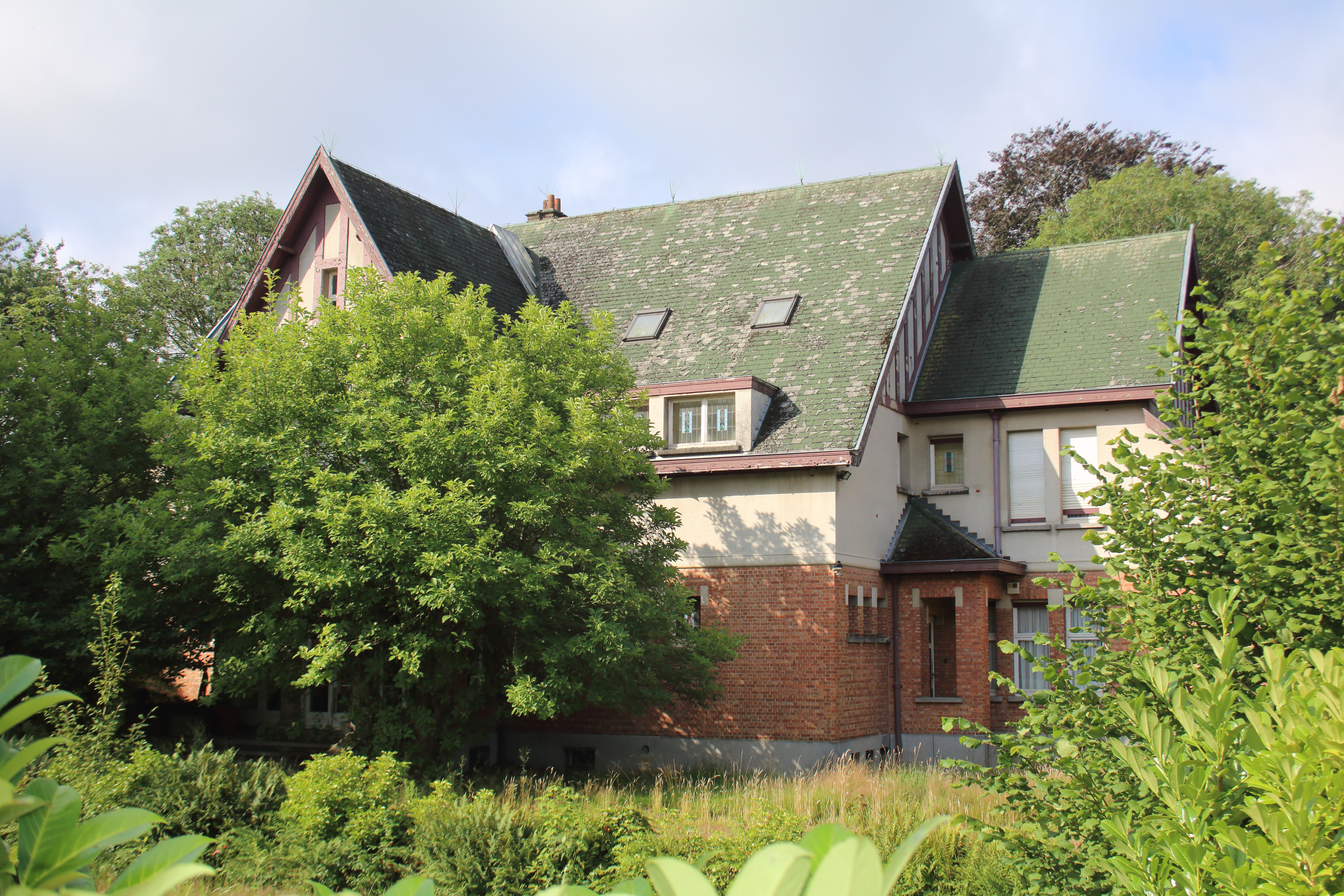